# Pustostan

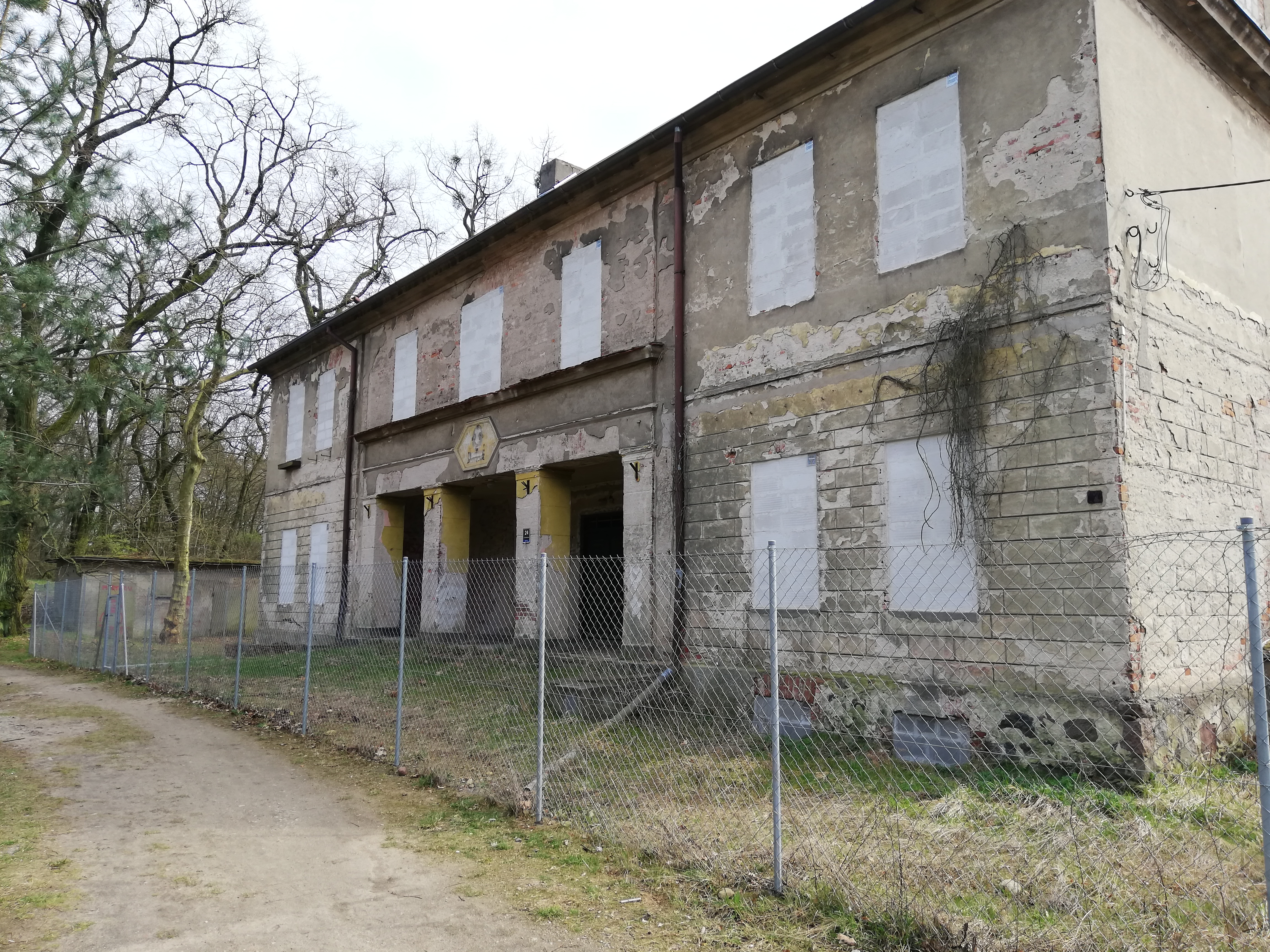
Pustostan w Poznaniu z zamurowanymi otworami okiennymi

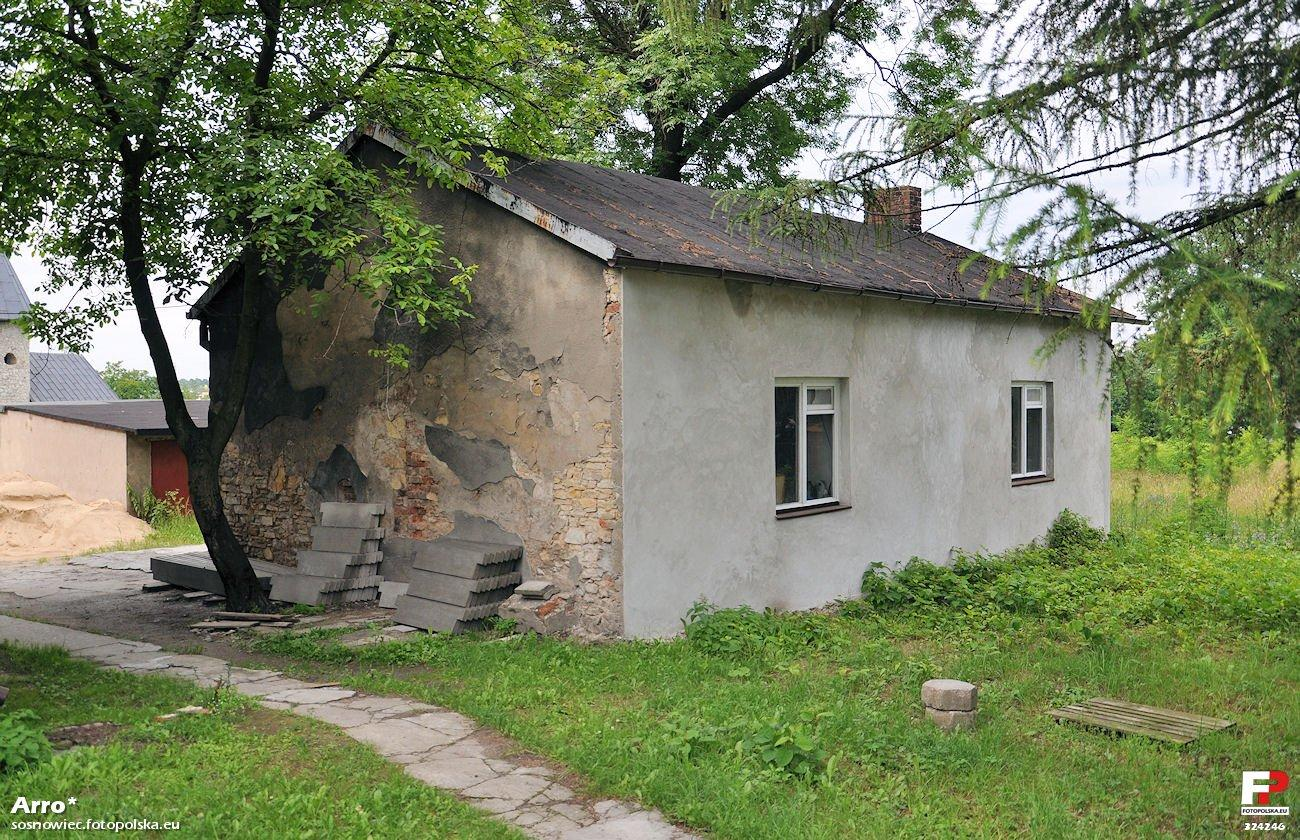
Pustostan w Sosnowcu

Pustostan – pojęcie odnoszące się do nieruchomości mieszkalnych lub budynków, które są niezamieszkałe lub nieużytkowane na cele prowadzenia działalności gospodarczej, rolniczej (w tym działalności z zakresu działów specjalnych produkcji rolnej) czy publicznej.

## Definicje formalne
W polskim prawie termin „pustostan” nie został jednoznacznie zdefiniowany. Zwyczajowo przyjęło się, że „pustostan” to mieszkanie niezasiedlone. Definicja ta nie posiada umocowania w przepisach prawa, ale znajduje zastosowanie w praktyce administracyjnej i statystycznej.
Ponadto, określenie to dotyczy budynków, które:
- nie spełniają warunków technicznych określonych w art. 7 ust. 1 ustawy z dnia 7 lipca Prawo budowlane,
- są wyłączone z użytkowania z powodu złego stanu technicznego,
- są przeznaczone do rozbiórki[2].

## Definicje słownikowe
- Słownik języka polskiego PWN definiuje „pustostan” jako: „niezasiedlone mieszkanie”[3].
- Wielki słownik języka polskiego podaje definicję urzędową: „mieszkanie lub dom, w którym nikt nie mieszka”, podkreślając pochodzenie wyrazu od słów „pusty” oraz „stan”[4].

## Problematyka pustostanów
Pustostany często występują w miastach i regionach o zmieniającej się strukturze demograficznej lub gospodarczej. Według danych z przeprowadzonego w marcu 2021 r. Narodowego Spisu Powszechnego Ludności i Mieszkań, w Polsce znajduje się 15,2 mln mieszkań, z czego aż 11,7 procent stanowią pustostany. Oznacza to, że blisko 1,8 mln lokali jest niezamieszkałych. W ciągu ostatnich 10 lat liczba pustostanów w całej Polsce wzrosła o 12,8 procent, co oznacza przyrost o około 820 tys. niezamieszkałych lokali.
Główny Urząd Statystyczny do kategorii pustostanów zalicza również mieszkania kupowane jako inwestycje w dużych miastach, takich jak Warszawa, oraz lokale przeznaczone na wynajem krótkoterminowy w popularnych turystycznie miejscach, na przykład w regionach górskich lub nadmorskich. To może tłumaczyć, dlaczego w statystykach dotyczących pustostanów przodują województwa:
- mazowieckie – 15,33 proc.,
- pomorskie – 13,90 proc.,
- małopolskie – 12,92 proc.[6]

Pustostany mogą stanowić poważny problem urbanistyczny, przyczyniając się do spadku estetyki i wartości okolicznych nieruchomości, a także generując dodatkowe koszty związane z ich utrzymaniem lub koniecznością rozbiórki.